# Lisa Lesco
Lisa Lesco (* 25. Januar 1915 in Berlin; † 26. Dezember 2003 in Los Angeles, Kalifornien; gebürtig Lisa Körschner) war eine deutsche Schauspielerin.

## Biografie
Die als Lisa Körschner geborene Lesco stand bereits mit sechs Jahren in der Berliner „Neuen Welt“ auf der Bühne. Ihr Talent fiel schon in Schüleraufführungen auf. Sie nahm Klavierunterricht und wurde in Gesang, Schauspiel und Ballett ausgebildet. 1937 nach einem Engagement an das Deutsche Landestheater in Bukarest trat sie im Berliner Theater am Nollendorfplatz auf, so in "Opernball" und "Wiener Blut". Anschließend war sie im Metropol und im Admiralspalast engagiert. Dort stand sie mit Johannes Heesters in "Hochzeitsnacht im Paradies", einem Stück, das auch auf Deutschlandtournee ging, mehr als 800 Mal auf der Bühne.
Bei Dreharbeiten zum Film Das Herz einer Königin 1940 mit Zarah Leander lernte sie den Schauspieler Willy Birgel kennen, mit dem sie eine zweijährige Liebesbeziehung einging. 1943 drehte sie den Film "Ein Mann mit Grundsätzen" mit Hans Söhnker, Ursula Herking und Elfie Mayerhofer.
Als Schlagersängerin sang sie unter anderem Titel wie „'s ist Frühling“, „Schade, dass wir auseinander gehen“ oder „Ich lass' meinen Peter nicht allein“.
Nach 1945 konnte man sie in ihrer Heimatstadt auch im Kabarett der Komiker und im Corso-Theater erleben. Im Theater am Schiffbauerdamm spielte Lisa Lesco an die 250 Mal in "Herzkönig" mit Rudolf Platte.
Nach dem Krieg drehte sie weiter Filme wie z. B. Spion für Deutschland mit Martin Held und Nadja Tiller. 1961 wanderte die Schauspielerin in die USA aus. Das Deutsche Operettentheater in New York City hatte ihr einen Vertrag angeboten, den sie später jedoch ablehnte. Sie trat fortan in Clubs auf und moderierte deutschsprachige Hörfunksendungen.
Anfang der 1970er Jahre startete Lesco eine zweite Karriere als Managerin einer Konditoreikette in Los Angeles.
Auf dem "Grünen Rasen" in Los Angeles fand sie ihre letzte Ruhestätte.

## Filmografie (Auswahl)
- 1937: Der Herrscher
- 1937: Condottieri
- 1940: Das Herz der Königin
- 1943: Ein Mann mit Grundsätzen
- 1946: Der Augenzeuge [Jg. 1946 / Nr. 009]
- 1947: Herzkönig
- 1956: Spion für Deutschland
- 1970: Wie kommt ein so reizendes Mädchen zu diesem Gewerbe?